# 제4회 광화문국제단편영화제
제4회 광화문국제단편영화제는 2006년 11월 9일에 열린 시상식이다.

## 수상 및 후보

### 대상
- 럭키 - 아비 루트라 수상

### 심사위원 특별상
- 물과 우유 - 셀소 가르시아 로메로 수상

### 뉴필름메이커상-해외부문
- 물고기가 쉴 곳은 어딘가 - 나세르 자미리 수상

### 뉴필름메이커상-국내부문
- 땐싱 보이 - 배지영 수상

### 아시아나고객인기상
- 골수팬 - 제프 린지 수상

### 단편의 얼굴상
- 격정 소나타 - 최고은 수상

### 애니멘터리상
- 허수아비의 전설 - 마르코 베사스 수상

### 채널CGV상
- 블랙 박스 - 박혜진 외 수상

### 맥스무비상
- 착한 아이 - 강혜연 수상

### 네이버 인기상
- 땐싱 보이 - 배지영 수상

### 상영작
- 공사중 - 이형석
- 불법주차 - 정충환
- 아들의 것 - 이수진
- 이 곳에는 쥐가 있습니다 - 권혜민
- 지옥 - 2개의 삶 - 연상호
- 참! 잘했어요 - 정다미
- 필로우 토크 - 박지완
- 50 센트 - 마디스 게이스케스
- 안녕, 내 아들 - 히샴 쟈만
- 이상한 새 - 데니스 퓨러
- 버스 - KC 테오
- 얕보지 마 - 그랜트 라후드
- 콜드 데이 - 니콜라이 에버트
- 크래쉬 - 우멧 아랄
- 데드 - 다니엘 멀로이
- 인형 639 - 안드라스 데시
- 부시와 전쟁 - 잉 량
- 에스테스 애비뉴 - 폴 코터
- 개업의 - 다미앙 슈망
- 좋은 날 - 페르 하네포드
- 잔인한 미녀 - 오네다 히데토시
- 마지막 칩 - 탕 헹
- 12월의 마지막 날 - 보그단 조지 아페트리
- 마리아와 빈센트 - 페르난도 티베리니
- 노먼 멕라렌의 영화 - 마리-죠제 세인트-피에르
- 몬스터 - 제니퍼 켄트
- 어머니의 초상화 - 짜히 마나
- 해변으로 가다 - 키모 타빌라
- 너바나로 간 남자 - 잔 코스터
- 녹색 곰팡이 - 이오아킴 미로나스
- 쉿! - 파니 프란센
- 원정경기 가던 길 - 토키가와 히데유키
- 희생 - 에릭 워스튼버그
- 샤누 택시 - 바산트 나쓰
- 공중 화장실 - 그리무르 하코나르슨
- 위험한 산 - 갈리나 미즈니코바 외
- 스페셜 피플 - 저스틴 에드가 외
- 스튜어트 - 제프
- 테라스 - 송디
- TSU - 프라모츠 상손
- 우리가 놀던 길 - 사미르 메하노빅
- 태양과 마주한 창 - 비쟌 자만 피라
- 공장을 나서는 여성 노동자들 - 호세 루이스 토레스 레이바
- 미지의 땅 - 피터 폴카트
- 의자 - 모흐센 마흐말바프
- 사랑일까요? - 아벨 페라라
- 좁은 방 - 얀 슈반크마이에르
- 오전 7시 35분 - 나초 비가론도
- 사랑과 영혼 - 자비에르 마이레제
- 오리 할머니 - 마야 구비
- 외로워요 - 트롬드 파우사 오으르보그
- 지독한 사랑 - 루이즈 우르퀴짜
- 비밀 쇼 - 나카노 히로유키
- 스시 저팬 - 타나카 켄지
- 한낮의 유령 소동 - 타리아트 다차센 외
- 헤이 지미 - 밍 치에 성
- 이만큼만 가져갈게 - 성새론
- 이노센트 - 클리프 목
- 지붕 위의 세상 - 마야 케닉
- 영원한 약속 - 알렌 창 외